# Levin Schücking
Christoph Bernhard Levin Matthias Schücking (né le 6 septembre 1814 à Meppen, mort le 31 août 1883 à Bad Pyrmont) est un écrivain et journaliste prussien.

## Biographie
Levin Schücking est le fils aîné du juriste Paulus Modestus Schücking (de) et de son épouse, la poétesse Katharina Sibylla Schücking (de), née Busch. Il vit jusqu'en 1829 dans les dépendances du château de Clemenswerth (de). Après un passage à Munster en 1829, il va au lycée Saint-Paul de Münster ; puis après un passage à Osnabrück, il arrive au lycée Carolinum (de) où il obtient son abitur en 1833.
Schücking étudie le droit à Munich, Heidelberg et Göttingen. Il est diplômé en 1837 à Munster, où il fréquente le cercle littéraire de Luise von Bornstedt, Elise Rüdiger (de), Annette von Droste-Hülshoff, Wilhelm Junkmann (de), Christoph Bernhard Schlüter (de). Il entame une carrière judiciaire tout en commençant la littérature.
En 1838, il travaille pour le Telegraph für Deutschland (de), le journal de Karl Gutzkow qui le soutient, aussi pour le Morgenblatt für gebildete Stände (de) de Johann Friedrich Cotta et d'autres revues artistiques.
En 1841, grâce à Annette von Droste-Hülshoff, une amie de sa mère, il devient le bibliothécaire de son beau-frère Joseph von Lassberg au château de Meersburg (de). En 1842 et 1843, il est précepteur du comte Wrede à Mondsee, avant d'être le rédacteur de l'Allgemeine Zeitung.
Le 7 octobre 1843, il épouse la poétesse Louise von Gall, avec qui il était en correspondance. En 1845, il part d'Augsbourg à Cologne, où il écrit des feuilletons pour le Kölnische Zeitung (de), puis est aussi le correspondant lors de ses voyages à Paris en 1846 et à Rome en 1847. À Paris, il a eu plusieurs rencontres avec Heinrich Heine.
En 1852, il se retire à Sassenberg. En 1855, Louise von Gall meurt. Schücking travaille pour de nombreux journaux, écrit beaucoup dans plein de genres, se rend à l'Exposition universelle de 1862 à Londres, en Italie en 1864, à l'Exposition universelle de 1867 à Paris puis revient à Münster.
Schücking meurt à l'âge de 68 ans d'un cancer du pancréas au sanatorium de son fils Christoph Bernhard Adrian Schücking, à Bad Pyrmont où il se fait enterrer.
Sa fille Théophanie est la première compagne de l'écrivain suisse Meta von Salis.
Son fils Lothar Carl Levin Schücking a de son mariage avec Luise Wilhelmine Amalie Beitzke : Lothar Engelbert Schücking (de), Walther Schücking, Levin Ludwig Schücking (de).

## Œuvre
Levin Schücking laisse une œuvre variée et étendue, qui inclut presque tous les genres littéraires. Mais il joue un rôle majeur dans la chronique et la critique de la littérature et de la politique de son époque, sur plusieurs décennies, en particulier de 1850 à 1880, où il est très populaire pour ses intrigues complexes, pleines d'anecdotes et de prises de positions. Ses écrits se passent souvent en Westphalie, si bien qu'on le surnomme le "Walter Scott westphalien".
Il est une grande influence pour le mouvement Jeune-Allemagne.
- Clemence Isaure oder Die Blumenspiele, 1839
- Avec Ferdinand Freiligrath, Das malerische und romantische Westphalen. Leipzig: Volckmar, 1841
- Ein Schloß am Meer, 2 Bde., Stuttgart: Cotta 1843
- Gedichte, Stuttgart u. Tübingen: Cotta 1846
- Novellen, 2 Bde. Pest u. Leipzig: Heckenast 1846. (Der Syndikus von Zweibrücken, Nur keine Liebe, La Fleur, Das Banquet auf Chicksand Castle, Ein Geusenabenteuer, Der Familienschild, Wein- und Liebeshandel, Großkinder)
- Die Ritterbürtigen, 3 Bde., Leipzig: Brockhaus 1846
- Eine dunkle That, Leipzig: Brockhaus 1846
- Eine Römerfahrt, Coblence: Hölscher 1849
- Heinrich von Gagern. Ein Lichtbild, Cologne: Du Mont-Schauberg 1849
- Faustina. Drama in vier Aufzügen, Cologne 1852 (manuscrit)
- Ein Staatsgeheimnis, 3 Bde., Leipzig: Brockhaus 1854
- (Hrsg.) Welt und Zeit. Aus dem Nachlaß eines russischen Diplomaten, Berlin: Schindler 1855
- Eine Eisenbahnfahrt durch Westphalen, Leipzig: Brockhaus 1855
- Der Held der Zukunft, Prague: Herzabek 1855
- Von Minden nach Köln, Leipzig: Brockhaus 1856
- Paul Bronckhorst oder die Die neuen Herren, 3 Bde., Leipzig: Brockhaus 1858
- Gesammelte Erzählungen und Novellen, 6 Bde., Hanovre: Rümpler 1859–1866
- Bilder aus Westphalen, Elberfeld: Friedrichs 1860
- Annette von Droste, ein Lebensbild, Hanovre: Rümpler 1861
- Die Marketenderin von Köln, 3 Bde., Leipzig: Brockhaus 1861
- Eines Kriegsknechts Abenteuer, 2 Bde., Vienne et Leipzig: Günther 1861
- Die Geschworenen und ihr Richter, 3 Bde., Hanovre: Rümpler 1861
- Verschlungen Wege, 3 Bde., Hanovre: Rümpler 1867
- Schloß Dornegge oder Der Weg zum Glück, 4 Bde., Leipzig: Brockhaus 1868
- Die Malerin aus dem Louvre, 4 Bde., Hanovre: Rümpler 1869
- Jean-Jacques Rousseau. Zwei Episoden aus seinem Leben, Leipzig: Günther 1870
- Luther in Rom, 3 Bde., Hanovre: Rümpler 1870
- Deutsche Kämpfe, 2 Bde., Leipzig: Günther 1871
- Die Heiligen und die Ritter, 4 Bde., Hanovre: Rümpler 1873
- Etwas auf dem Gewissen, Stuttgart: Spemann 1882
- Lebenserinnerungen, 2 Bde., Breslau: Schottlaender 1886.